# Rangerscout
En Rangerscout eller Ranger Guide är en medlem av en åldersgrupp inom den internationella scoutrörelsen. Internationellt och historiskt är sektionen avsett för flickscouter i sena tonåren eller tidiga 20-åren. De exakta gränserna regleras beroende på organisationen.

## Storbritannien
Inom Girlguiding UK så är Rangerscouter bara en av flera grenar av Seniorverksamheten. Rangerscouter Rangerpatruller som är öppna för flickor mellan 14 och 26 år. I Storbritannien används både termen Ranger och Ranger Guide.
Rangerscoutens scoutlöfte är detsamma som hos övriga flickscouter i landet:
I promise that I will do my best:
To love my God,
To serve the Queen and my country,
To help other people
and
To keep the Guide Law.
Eller översatt:
Jag lovar att göra mitt bästa:
Att älska min Gud,
Att tjäna Drottningen och mitt land,
Att hjälpa andra människor
och
Att följa Scoutlagen

## Guides New Zealand
Inom Guides New Zealand är Rangers flickor mellan 14 och 18 år. Rangerscouternas maskot kallas Woozle.